# Jagmeet Singh
Jagmeet Singh Jimmy Dhaliwal (Scarborough, 2 gennaio 1979) è un politico canadese, avvocato e leader del Nuovo Partito Democratico.
La sua dirigenza è stata caratterizzata dall'appoggio esterno al governo di Justin Trudeau in cambio di moderate espansioni allo stato sociale. Ha guidato il suo partito durante le elezioni del 2019, 2021 e 2025. Alla luce degli scarsi risultati alle federali del 2025 ha annunciato le dimissioni da leader, effettive alla nomina del successore provvisorio.

## Biografia
Nasce a Scarborough in Ontario da genitori indiani del Punjab, cresce a Saint John's nello Stato di Terranova e Labrador, frequenta la scuola superiore Detroit Country Day School, in Michigan (USA), si laurea in biologia nell'University of Western Ontario ed in legge alla York University in Canada. Parla in modo fluente inglese, francese e punjabi.
Jagmeet Singh Jimmy Dhaliwal, conosciuto professionalmente come Jagmeet Singh (ਜਗਮੀਤ ਸਿੰਘ), rappresenta dal 2011 il distretto elettorale provinciale di Bramalea-Gore-Malton nell'Assemblea legislativa dell'Ontario e dal 2015 al 2017 è stato leader in seconda del Nuovo Partito Democratico dell'Ontario (in inglese: Ontario New Democratic Party).
È stato il primo Sikh a insediarsi come legislatore provinciale in Ontario, ed il primo ad avere una posizione di leader in seconda in Canada. Prima di entrare in politica svolgeva la professione di avvocato.
Nel 2017 si è candidato alle elezioni del Nuovo Partito Democratico federale, vincendo al primo turno e diventando leader, succedendo a Tom Mulcair. Ha guidato i neodemocratici alle elezioni del 2019, 2021 e 2025, e ha negoziato l'appoggio esterno al governo di minoranza di Justin Trudeau in cambio di moderate espansioni allo stato sociale. L'accordo è durato dal 2022 fino alla conclusione anticipata, decisa da Singh, nel 2024.
Alla luce degli scarsi risultati alle elezioni del 2025 ha annunciato le sue dimissioni da leader del partito.